# Świniarski Potok

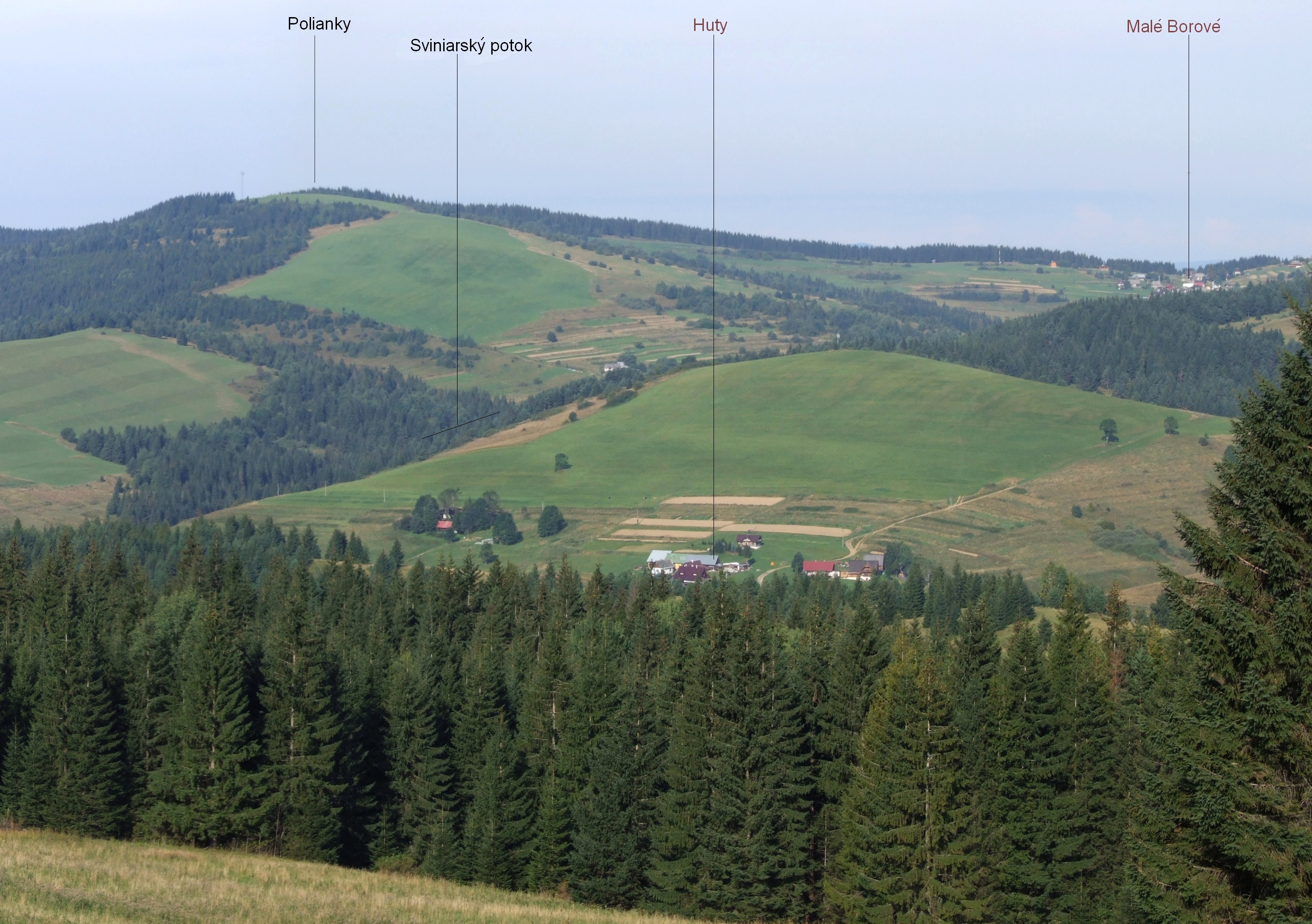

Svinarský potok – potok na Pogórzu Orawskim na Słowacji. W jego górnym biegu rozłożyły się zabudowania miejscowości Małe Borowe. Ma źródła na wysokości około 970 m pomiędzy szczytami Blato (1138 m) i Polianky (1066 m). Spływa w północno-wschodnim kierunku Doliną Świniarskiego Potoku pomiędzy dwoma grzbietami tych wzniesień. W miejscowości Huty, na wysokości około 770 m uchodzi do Hucianki jako jej prawy dopływ.  
Polska nazwa potoku pochodzi od dawnej nazwy miejscowości Małe Borowe – Šwiniarky. Pierwszymi osadnikami była tutaj bowiem polskiego pochodzenia ludność z górnej Orawy.